# Роке Жуніор
Роке Жуніор (порт. Roque Júnior, нар. 31 серпня 1976, Санта-Ріта-ду-Сапукаї) — колишній бразильський футболіст, що грав на позиції захисника.
Відомий за виступами у бразильському клубі «Палмейрас», італійському клубі «Мілан», німецькому «Баєрі», а також національній збірній Бразилії.
Переможець Ліги Пауліста. Володар Кубка Бразилії. Володар Кубка Італії. Володар Кубка Лібертадорес. Переможець Ліги чемпіонів УЄФА. У складі збірної — чемпіон світу та володар Кубка Конфедерацій.

## Клубна кар'єра
У дорослому футболі дебютував 1994 року виступами за команду клубу «Сан-Жозе», в якій провів один сезон, взявши участь у 47 матчах чемпіонату.
Своєю грою за цю команду привернув увагу представників тренерського штабу клубу «Палмейрас», до складу якого приєднався 1995 року. Відіграв за команду з Сан-Паулу наступні п'ять сезонів своєї ігрової кар'єри. Більшість часу, проведеного у складі «Палмейраса», був основним гравцем захисту команди. За цей час виборов титул володаря Кубка Бразилії, переможця Ліги Пауліста, ставав володарем Кубка Лібертадорес.
Згодом з 2000 по 2003 рік грав у складі команди «Мілан». У складі італійської команди став володарем Кубка Італії та переможцем Ліги чемпіонів.
У 2003 році втратив місце в основному складі клубу та був відданий в оренду спочатку в англійський клуб «Лідс Юнайтед», а пізніше в інший італійський клуб, «Сієну».
З 2004 року виступав за німецькі клуби «Баєр 04» та «Дуйсбург», і катарський клуб «Аль-Райян».
У 2008 році повернувся у «Палмейрас», де виступав протягом двох років.
Завершив професійну ігрову кар'єру у клубі «Ітуано», за команду якого виступав протягом 2010 року.

## Виступи за збірну
1999 року дебютував в офіційних матчах у складі національної збірної Бразилії. Протягом кар'єри у національній команді, яка тривала 7 років, провів у формі головної команди країни 48 матчів, забивши 2 голи.
У складі збірної був учасником розіграшу Кубка Америки 2001 року у Колумбії, чемпіонату світу 2002 року в Японії і Південній Кореї, здобувши того року титул чемпіона світу, розіграшу Кубка конфедерацій 2005 року у Німеччині, здобувши того року титул переможця турніру.

## Титули і досягнення
- Чемпіон світу (1): 2002
- Володар Кубка конфедерацій (1):

2005
- Переможець Ліги Пауліста (1):

«Палмейрас»: 1996
- Володар Кубка Бразилії (1):

«Палмейрас»: 1998
- Володар Кубка Італії (1):

«Мілан»: 2002-03
- Володар Кубка Лібертадорес (1):

«Палмейрас»: 1999
- Переможець Ліги чемпіонів УЄФА (1):

«Мілан»: 2002-03